# Prawa Keplera

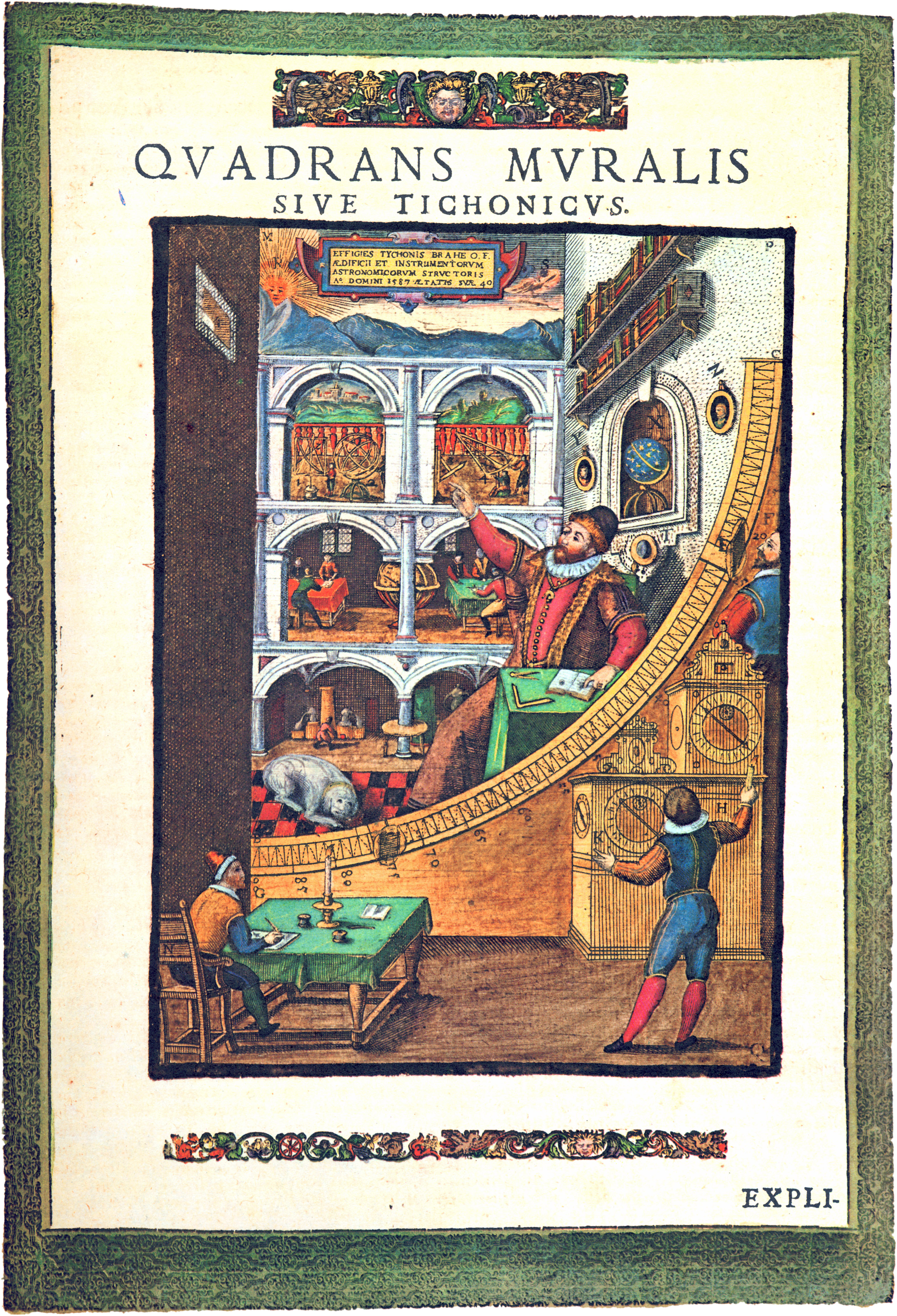
Tycho Brahe mierzy położenie gwiazd i planet (1598)

Prawa Keplera – trzy prawa astronomiczne opisujące ruch planet wokół Słońca odkryte przez Johannesa Keplera.

## Historia odkrycia

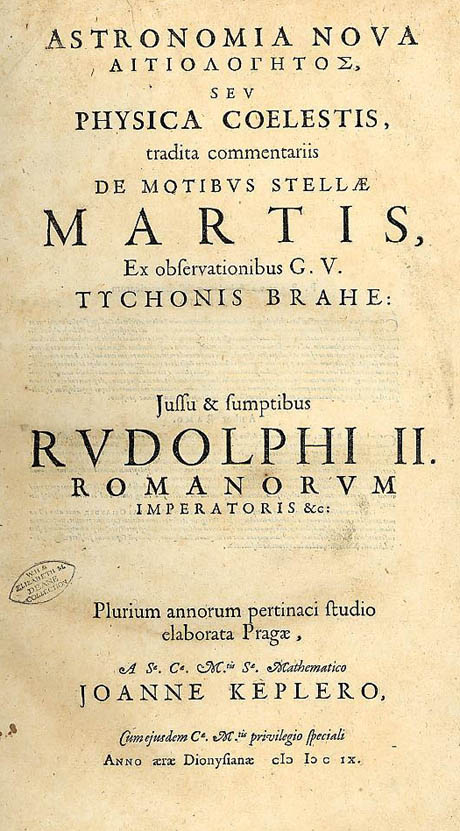
Dzieło Astronomia Nova z 1609

Kepler w trakcie studiów teologii protestanckiej w Tybindze zapoznał się szczegółowo z teorią heliocentryczną Kopernika i odtąd stał się jej gorącym propagatorem. To, że udało mu się odkryć trajektorie planet, inne niż proponowane przez wszystkie dotychczasowe systemy kosmologiczne, zawdzięczał współpracy z Tychonem Brahe.
Brahe przez wiele lat regularnie rejestrował położenia planet w ich ruchu po niebie, w szczególności dokonał wielkiej liczby dokładnych pomiarów położenia Marsa. Wysoką ich dokładność osiągnął, wyznaczając przestrzenne położenie punktów orbity Marsa na podstawie znajomości średnicy orbity Ziemi oraz kąta widzenia tych samych punktów orbity Marsa w odstępach roku marsjańskiego. Szczęśliwym zbiegiem okoliczności dla skuteczności tej metody był fakt, że orbita Ziemi jest niemal dokładnie okręgiem, a orbita Marsa jest elipsą o stosunkowo dużym mimośrodzie.
Po śmierci Tychona Brahe w 1601 bogate wyniki jego pomiarów na mocy testamentu stały się własnością Keplera. Dysponując nimi, Kepler mógł graficznie wyznaczyć orbitę Marsa względem różnych punktów orbity ziemskiej. Po wieloletnich wytrwałych obliczeniach doszedł do wniosku, że najwłaściwszą krzywą jest elipsa. Głębsza analiza umożliwiła mu precyzyjne określenie zmiennej prędkości orbitalnej planety w jej ruchu po elipsie. Rezultaty tych prac opublikował w roku 1609 w dziele Astronomia Nova ‪(…) („Nowa astronomia‪ (…))”.
Obserwacje galileuszowych księżyców Jowisza, odkrytych w 1610 przez Galileusza, potwierdziły trafność pierwszych dwóch praw Keplera o ruchu planet. Ułatwiły też Keplerowi, po kilku kolejnych latach, sformułowanie III prawa, opublikowanego w roku 1619 w Harmonices Mundi („Harmonia świata”). Wnioski z obserwacji ruchów Marsa potwierdzono wkrótce także dla orbit innych planet.

## Prawa Keplera

### Pierwsze prawo

Każda planeta Układu Słonecznego porusza się wokół Słońca po orbicie w kształcie elipsy, w której w jednym z ognisk jest Słońce

Elipsę można opisać na kilka sposobów, w astronomii najczęściej opisuje się elipsy, podając ich wielką półoś {\displaystyle (a)} oraz mimośród {\displaystyle (e),} który określa stopień wydłużenia elipsy (im {\displaystyle e} bliższe zeru, tym elipsa bliższa jest okręgowi). Mimośród elipsy {\displaystyle e} jest równy stosunkowi długość odcinka {\displaystyle c} między środkiem a jednym z ognisk do długości wielkiej półosi:
{\displaystyle e={\frac {c}{a}}.}
Mimośrody orbit planet w naszym układzie są w większości niewielkie. Poza Merkurym, dla którego mimośród przekracza nieco wartość 0,2, mimośrody orbit pozostałych planet są poniżej 0,1. Na przykład mimośród elipsy orbity Ziemi wynosi 0,0167, co oznacza, że wielka oś elipsy orbity Ziemi jest dłuższa od krótkiej osi niewiele więcej niż 1% jej długości.

### Drugie prawo

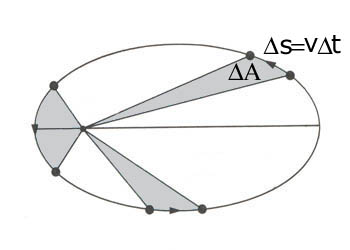
Graficzna interpretacja II prawa Keplera

W równych odstępach czasu promień wodzący planety, poprowadzony od Słońca, zakreśla równe pola

Opisuje to wyrażenie:
{\displaystyle {\frac {\Delta A}{\Delta t}}={\text{const}}.}
Wynika stąd, że w peryhelium (w pobliżu Słońca) planeta porusza się szybciej niż w aphelium (daleko od Słońca), czyli planeta w ciągu takiego samego czasu przebywa dłuższą drogę {\displaystyle (\Delta S)} w pobliżu peryhelium, niż w pobliżu aphelium.
Na przykład dla orbity Ziemi (mimośród {\displaystyle e} = 0,01672) prędkość liniowa Ziemi w peryhelium wynosi 30,3 km/s, zaś w aphelium 29,3 km/s, dlatego lato (aphelium około 3 lipca) jest trochę dłuższe od zimy (peryhelium około 3 stycznia).

### Trzecie prawo
Stosunek kwadratu okresu obiegu planety wokół Słońca do sześcianu wielkiej półosi jej orbity jest stały dla wszystkich planet w Układzie Słonecznym

Można to zapisać wzorem:
{\displaystyle {\frac {T_{1}^{2}}{a_{1}^{3}}}={\frac {T_{2}^{2}}{a_{2}^{3}}}={\text{const}},}
gdzie:
{\displaystyle T_{1},T_{2}} – okresy obiegu dwóch planet,
{\displaystyle a_{1},a_{2}} – wielkie półosie orbit tych planet.
Z prawa tego wynika, że im większa orbita, tym dłuższy okres obiegu, oraz że prędkość liniowa na orbicie jest odwrotnie proporcjonalna do pierwiastka promienia orbity (dla orbity kołowej).

## Czwarte „prawo” Keplera

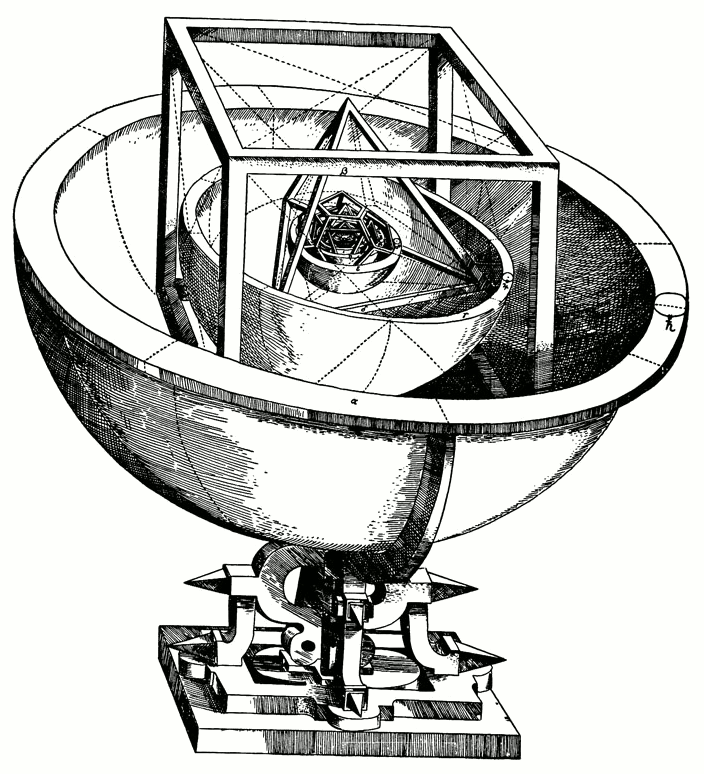
Tajemnica kosmograficzna według Keplera

W rzeczywistości Kepler sformułował cztery prawa opisujące parametry orbit planet, jednak według współczesnej metodologii naukowej tzw. czwarte prawo nie jest uznawane jako prawo natury, a jedynie jako przybliżona i przypadkowa zależność. Zostało ono odkryte najwcześniej ze wszystkich jego praw i opublikowane w roku 1596 w książce Mysterium Cosmographicum (Tajemnica kosmograficzna).
Tak zwane „czwarte prawo” wiąże ze sobą promienie orbit planet. Kepler odkrył tę zależność, wpisując i opisując na poszczególnych wielościanach foremnych sfery o promieniach odpowiednio dobranych planet. Wcześniej nieskutecznie próbował tego, używając wielokątów i okręgów wyznaczonych przez orbity planet. Promienie orbit, które Kepler dopasowywał, były wyznaczone przy użyciu ówczesnych metod i dlatego nie były zbyt dokładne.
Ustawiając na przemian sfery i wielościany, Kepler zauważył, że:
1. ośmiościan foremny opisany na sferze Merkurego jest wpisany w sferę Wenus,
2. dwudziestościan foremny opisany na sferze Wenus jest wpisany w sferę Ziemi,
3. dwunastościan foremny opisany na sferze Ziemi jest wpisany w sferę Marsa,
4. czworościan foremny opisany na sferze Marsa jest wpisany w sferę Jowisza,
5. sześcian opisany na sferze Jowisza jest wpisany w sferę Saturna.

Szczęśliwym zbiegiem okoliczności było też to, że w czasach Keplera ostatnią znaną planetą był właśnie Saturn. Podobna zależność została również opisana jako reguła Titiusa-Bodego.

## Znaczenie praw Keplera
Odkrycie Keplera, że zarówno planety w Układzie Słonecznym, jak i księżyce w układzie Jowisza krążą wokół ciała centralnego po orbitach eliptycznych, było mocnym potwierdzeniem teorii heliocentrycznej Kopernika, dając zarazem niespotykaną dotąd zgodność obliczeń z obserwacjami. Było także definitywnym zerwaniem z pitagorejskim kanonem, zgodnie z którym prostota i elegancja opisu ruchu polegała na jego „rozłożeniu” na ruchy jednostajne po okręgu. Jeszcze w starożytności ideę tę podjął Platon, a twórczo i matematycznie opracował ją Eudoksos. I od niego we wszystkich późniejszych modelach kosmologicznych pojawiały się koncentryczne sfery „działające” i „neutralizujące”, ekscentryczne koła, deferenty, epicykle i ekwanty. Towarzyszyły one wszystkim astronomom od Hipparcha poprzez Ptolemeusza na Koperniku skończywszy. Odkrycie Keplera odrzuciło ten pitagorejsko-platoński kanon – elipsy okazały się równie pięknym i z pewnością prostszym pojęciem systemu kosmologicznego.
Te wydedukowane z danych empirycznych prawa były w gruncie rzeczy prawami czysto geometrycznymi. Pojawiające się wzmianki dotyczące masy, siły i bezwładności (szczególnie w pracach Galileusza) zupełnie nie znalazły odzwierciedlenia w prawach Keplera. Z punktu widzenia dzisiejszej fizyki jest to opis ruchu w języku kinematyki, brak w nich zupełnie pojęć dynamiki. On sam pisząc Astronomia nova, był przekonany, że tym co wywołuje orbitalny ruch planet, jest „duch planety”, choć i u niego ten pogląd ewoluował – z biegiem lat zauważywszy ścisłą zależność prędkości liniowej planety na orbicie od jej średnicy, doszedł do wniosku, że przyczyna ruchu ma jednak podłoże fizyczne. Nawet w takim poglądzie widać pokłosie błędnej arystotelesowskiej fizyki, choć u Keplera nowatorskie niewątpliwie było mówienie o „podłożu fizycznym” w ruchach ciał niebieskich.
Mimo to znaczenie praw Keplera dla dalszego rozwoju fizyki trudno przecenić – były one inspiracją i podstawą rozważań dla Newtona szukającego uniwersalnego prawa rządzącego ruchami ciał na powierzchni Ziemi, jak i w kosmosie. W roku 1687 Newton, korzystając z wprowadzonych przez siebie trzech zasad dynamiki, wyprowadził z trzech praw Keplera wzór na siłę przyciągającą dwóch ciał, formułując tym samym nowe prawo powszechnego ciążenia. Walnie przyczyniły się więc do rozwoju mechaniki klasycznej.
Dzisiaj, po czterech wiekach, zmieniło się podejście do praw Keplera. R. Penrose pisze:
„Obecnie jednak nieco inaczej traktujemy ruchy Keplera i uważamy, że są one jedynie konsekwencją siedemnastowiecznych praw dynamiki grawitacyjnej, sformułowanych po raz pierwszy przez Newtona (…); nie traktujemy zatem praw Keplera jako fundamentalnych praw Przyrody”.
Z praw uwiarygodniających wzór na ciążenie powszechne Newtona stały się jedynie jego piękną i sugestywną ilustracją. Tak też są one przedstawiane w wielu współczesnych źródłach (np. podręcznikach akademickich), gdzie wyprowadza się je z praw mechaniki klasycznej.

## Współczesne ujęcie
Z praw mechaniki Newtona wynika, że trzy prawa Keplera poprawnie opisują ruch planety w układzie związanym ze Słońcem. Dokładniej: prawa Keplera mówią o układzie dwóch ciał obdarzonych masą, z których jedno ma masę zaniedbywalnie małą w porównaniu z masą drugiego. W przypadku dwóch ciał o porównywalnych masach układ odniesienia nie jest związany z żadnym z nich, tzn. żadne z nich nie jest ciałem centralnym. Prawa Keplera zupełnie zawodzą dla układu trzech i więcej ciał.
Podstawowymi pojęciami, w których współcześnie wyraża się te prawa, to m.in. masa, energia, siła, moment pędu.

### Pierwsze prawo Keplera
Każde z dwóch ciał porusza się po krzywej stożkowej, w ognisku której znajduje się środek masy całego układu. Ze środkiem tym jest związany inercjalny układ odniesienia, co wynika z zasady zachowania pędu i właśnie w tym układzie krzywa ma kształt pewnej stożkowej.
W szczególnie ważnym przypadku, gdy m<<M, jeden z parametrów stożkowej można wyznaczyć z zależności:
{\displaystyle a=-{\frac {GMm}{2U}},}
gdzie:
{\displaystyle a} – wielka półoś stożkowej (dla paraboli jest to {\displaystyle \infty ,} dla hiperboli jest to połowa odległości między wierzchołkami obu gałęzi wzięta z minusem),
{\displaystyle M,m} – masy obu ciał,
{\displaystyle G} – stała grawitacji,
{\displaystyle U} – całkowita energia orbitalna, tj. suma energii kinetycznej {\displaystyle E_{k}} i potencjalnej {\displaystyle E_{p}} ciała mniejszego w układzie związanym ze środkiem masy układu. Ponieważ {\displaystyle E_{p}} jest ujemne, więc można wartość całkowitej energii wyrazić jako {\displaystyle U=|E_{k}|-|E_{p}|.}
Z analizy powyższego równania wynika, że
- jeśli {\displaystyle a>0,} czyli {\displaystyle U<0,} to ciało porusza się po elipsie o półosi równej {\displaystyle a,}
- jeśli {\displaystyle a=\infty ,} czyli {\displaystyle U=0,} to ciało porusza się po paraboli,
- jeśli {\displaystyle a<0,} czyli {\displaystyle U>0,} to ciało porusza się po hiperboli o półosi równej {\displaystyle -a.}

Oznacza to, że jeśli energia orbitalna jest nieujemna, tj. {\displaystyle U\geqslant 0,} to mniejsze ciało porusza się na tyle szybko, że zbliży się do drugiego ciała tylko jednokrotnie.

### Drugie prawo Keplera
Zgodnie z tym prawem prędkość polowa każdej planety jest stała. Wektorowo oznacza to, że dla dowolnej stożkowej:
{\displaystyle {\vec {v_{s}}}={\frac {d{\vec {S}}}{dt}}={\text{const}},}
gdzie:
{\displaystyle {\vec {v_{s}}}} – prędkość polowa rozumiana jako wektor prostopadły do płaszczyzny stożkowej,
{\displaystyle d{\vec {S}}} – wektor powierzchni o wartości pola zakreślanego w czasie {\displaystyle dt} przez promień wodzący o początku w ognisku stożkowej.
Stosując wzór na pole trójkąta: {\displaystyle dS={\tfrac {1}{2}}Rds\sin \alpha ,} dostaniemy {\displaystyle d{\vec {S}}={\tfrac {1}{2}}{\vec {R}}\times d{\vec {s}},} gdzie {\displaystyle \alpha } jest kątem między promieniem wodzącym a wektorem przesunięcia {\displaystyle {\vec {ds}}} na orbicie. Stąd:
{\displaystyle {\vec {v_{s}}}={\frac {d{\vec {S}}}{dt}}={\frac {{\vec {R}}\times d{\vec {s}}}{2\cdot dt}}={\frac {{\vec {R}}\times {\vec {v}}}{2}}={\frac {1}{2}}R^{2}{\vec {\omega }}={\text{const}},}
gdzie:
{\displaystyle d{\vec {s}}} – nieskończenie mały wektor przesunięcia w ruchu po orbicie,
{\displaystyle {\vec {R}}} – promień wodzący z ogniska,
{\displaystyle {\vec {v}}} – prędkość liniowa na orbicie,
{\displaystyle {\vec {\omega }}} – prędkość kątowa wokół ogniska orbity.
Jednocześnie zachodzi:
{\displaystyle {\vec {J}}=m{\vec {R}}\times {\vec {v}},}
gdzie:
{\displaystyle {\vec {J}}} – moment pędu planety,
{\displaystyle m} – masa planety.
Stąd:
{\displaystyle {\frac {\vec {J}}{2m}}={\text{const}}.}
Powyższą kinetyczną zależność można zinterpretować jako przejaw działania zasady zachowania momentu pędu planety. Siła grawitacyjna bowiem, jako oddziaływanie centralne, w układzie podwójnym nie wywołuje momentów sił, zatem moment pędu układu zostaje zachowany.

### Trzecie prawo Keplera
Jeśli planeta porusza się w polu grawitacyjnym gwiazdy, ale jej masa jest na tyle duża, że nie można jej pominąć przy porównaniu z masą gwiazdy, natomiast pominie się oddziaływania z innymi ciałami, obowiązuje zależność zwana uogólnionym III prawem Keplera:
{\displaystyle d^{3}={\frac {G\left(M_{S}+m\right)}{4\pi ^{2}}}T^{2},}
gdzie:
{\displaystyle d} – średnia odległość między środkami mas planety i obieganej gwiazdy w znaczeniu średniej arytmetycznej największej i najmniejszej odległości między tymi ciałami,
{\displaystyle G} – stała grawitacji,
{\displaystyle m} – masa danej planety,
{\displaystyle M_{S}} – masa gwiazdy,
{\displaystyle T} – okres obiegu planety wokół gwiazdy.
Z uogólnionego trzeciego prawa Keplera, pomijając masę planety, można wyprowadzić sformułowane przez Keplera prawo, gdy: {\displaystyle M_{S}+m\to M_{S}.}